# Selbsthilfezentrum

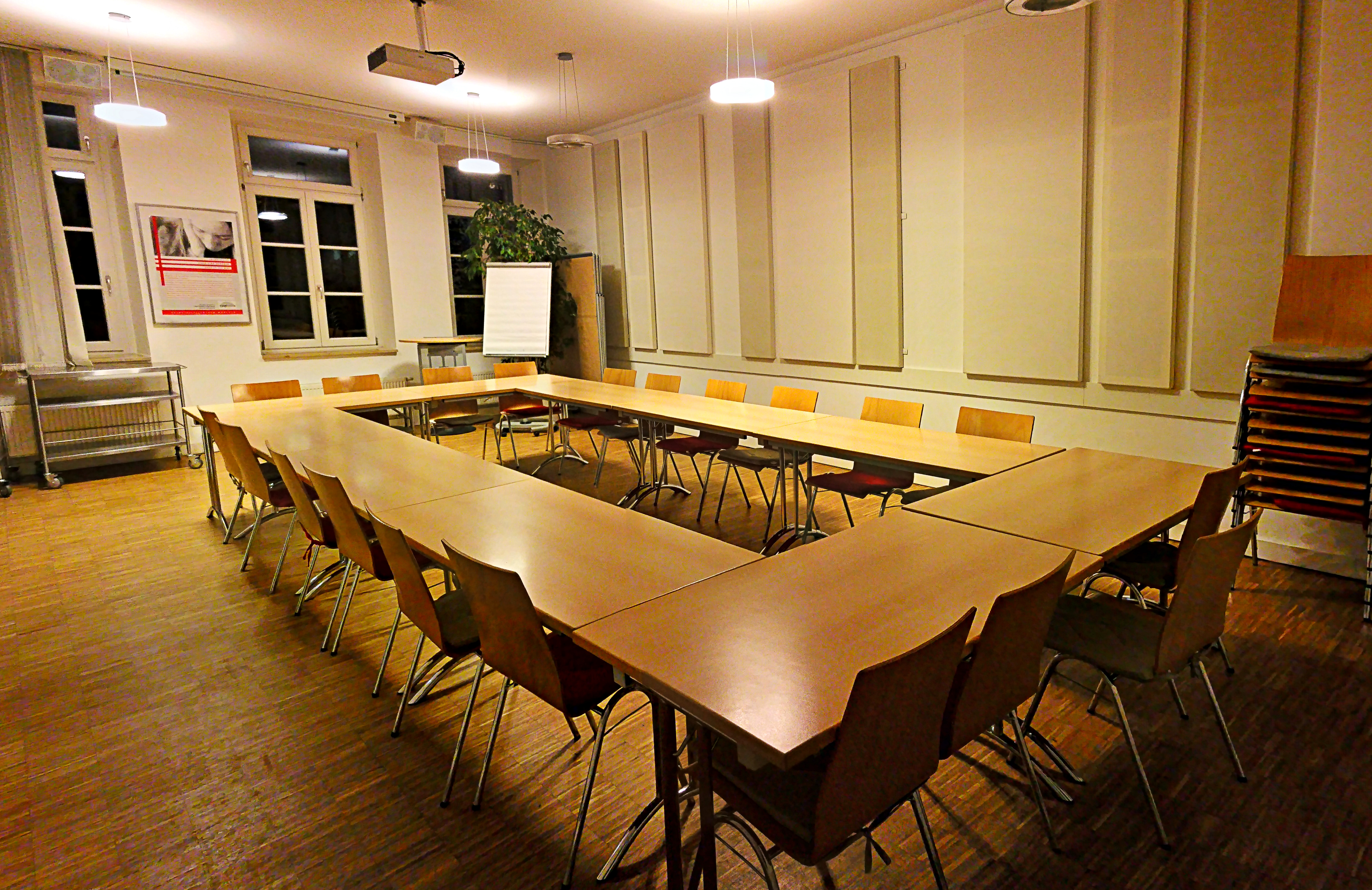
Vortragsraum im Selbsthilfezentrum München

Ein Selbsthilfezentrum ist eine Einrichtung, die Räumlichkeiten und psychosoziale Beratung für Selbsthilfegruppen anbietet. Im Selbsthilfezentrum fungieren ehrenamtliche Mitarbeiter, in größeren Einrichtungen auch angestellte oder in Teilzeit tätige Fachleute als Anlaufstelle für Menschen, die nach geeigneten Selbsthilfeangeboten suchen.
Die Selbsthilfegruppen sind dagegen in der Regel eigenständig in Räumlichkeiten des Zentrums oder auch außerhalb tätig. Die Selbsthilfezentren erhalten aufgrund des Sozialgesetzbuch von den Krankenkassen finanzielle Unterstützung.